# Ústřední seznam ochrany přírody
Ústřední seznam ochrany přírody (ÚSOP) je informační systém veřejné správy, který byl vytvořen podle zákona č. 114/1992 Sb., o ochraně přírody a krajiny. Jsou v něm evidována chráněná území, ptačí oblasti, evropsky významné lokality a památné stromy na území České republiky, a je v něm také soustředěna příslušná zřizovací a odborná dokumentace evidovaných objektů. Provozováním ÚSOP je pověřena Agentura ochrany přírody a krajiny České republiky (AOPK).
ÚSOP  má dvě základní části: Sbírku listin a Registr objektů. Sbírka listin ÚSOP je veřejně přístupná, nachází se v sídle ústředí AOPK v Praze. Registr objektů ÚSOP obsahuje údaje o evidovaných objektech v digitální podobě, a je přístupný jako součást Digitálního registru ÚSOP. Digitální registr zahrnuje i veřejně přístupný mapový projekt, umožňující prohlížení geografických dat s vymezením objektů ÚSOP nad různými mapovými podklady.